# Venerando Gangi
Venerando Gangi (Acireale, 1748 – 1816) fou un poeta i escultor italià.

## Biografia
Venerando Gangi era un poeta faulista que va viure entre els segles xviii i xix, es va dedicar a l'estudi de l'antropologia local, i també va realitzar algunes obres escultòriques.
El poeta Turiddu Bella que va escriure la seva obra en el dialecte sicilià del segle xx, va definir a Gangi com el més gran faulista sicilià.